# طرخشقون خريفي
طرخشقون خريفي (الاسم العلمي:Taraxacum autumnale) هو نوع من النباتات يتبع جنس الطرخشقون من الفصيلة النجمية.